# Strada statale 3 Via Flaminia
La strada statale 3 Via Flaminia (SS 3) è una strada statale italiana che collega Roma con Fano, ricalcando il percorso dell'antica via Flaminia.

## Storia
La SS 3 venne istituita nel 1928 con il seguente percorso: "Roma - Civitacastellana - Terni - Spoleto - Foligno - Stazione di Fossato di Vico - Cagli - Calmazzo - Fano."
In base a quanto risulta dal decreto legislativo n. 112 del 1998, attuato nel 2001, l'ANAS non deteneva più la competenza sulla gestione dell'arteria, che era pertanto assegnata alle regioni, tranne che per due brevi tratti, della lunghezza complessiva di 7 chilometri, in prossimità di Foligno e di Fossato di Vico, mantenendo però, nel tratto umbro, la denominazione di SS 3. Successivamente, dopo trattative tra ANAS e regione Umbria per il rientro dell'intera tratta dal confine regionale con il Lazio al confine regionale con le Marche, nelle competenze ANAS (rientro già approvato dal governo nel 2005), quasi tutta la tratta umbra è stata riclassificata come strada statale. Per il tratto da Foligno a Fossato di Vico ne è stato chiesto anche l'inserimento nel "Progetto Quadrilatero Marche-Umbria" come "quarto lato" del "quadrilatero".

## Percorso
A Roma, il tratto urbano ha inizio da piazzale Flaminio. Fino all'attraversamento del Tevere attraverso ponte Milvio, ha un andamento perfettamente rettilineo. Da piazzale di Ponte Milvio fino alla zona dei Due Ponti la via Flaminia - che in questo tratto assume la denominazione di via Flaminia Vecchia - ha un andamento più sinuoso, anche per via della diversa altimetria della zona di Tor di Quinto da essa attraversata. Da porta del Popolo a piazzale di Ponte Milvio, il tracciato ricalca perfettamente quello dell'antica consolare. Se ne distacca subito dopo l'attraversamento del ponte: qui, infatti, la strada piegava a 90°, fiancheggiando il fiume per poi discostarsene poco dopo aver superato la Villa Lazzaroni tuttora esistente.

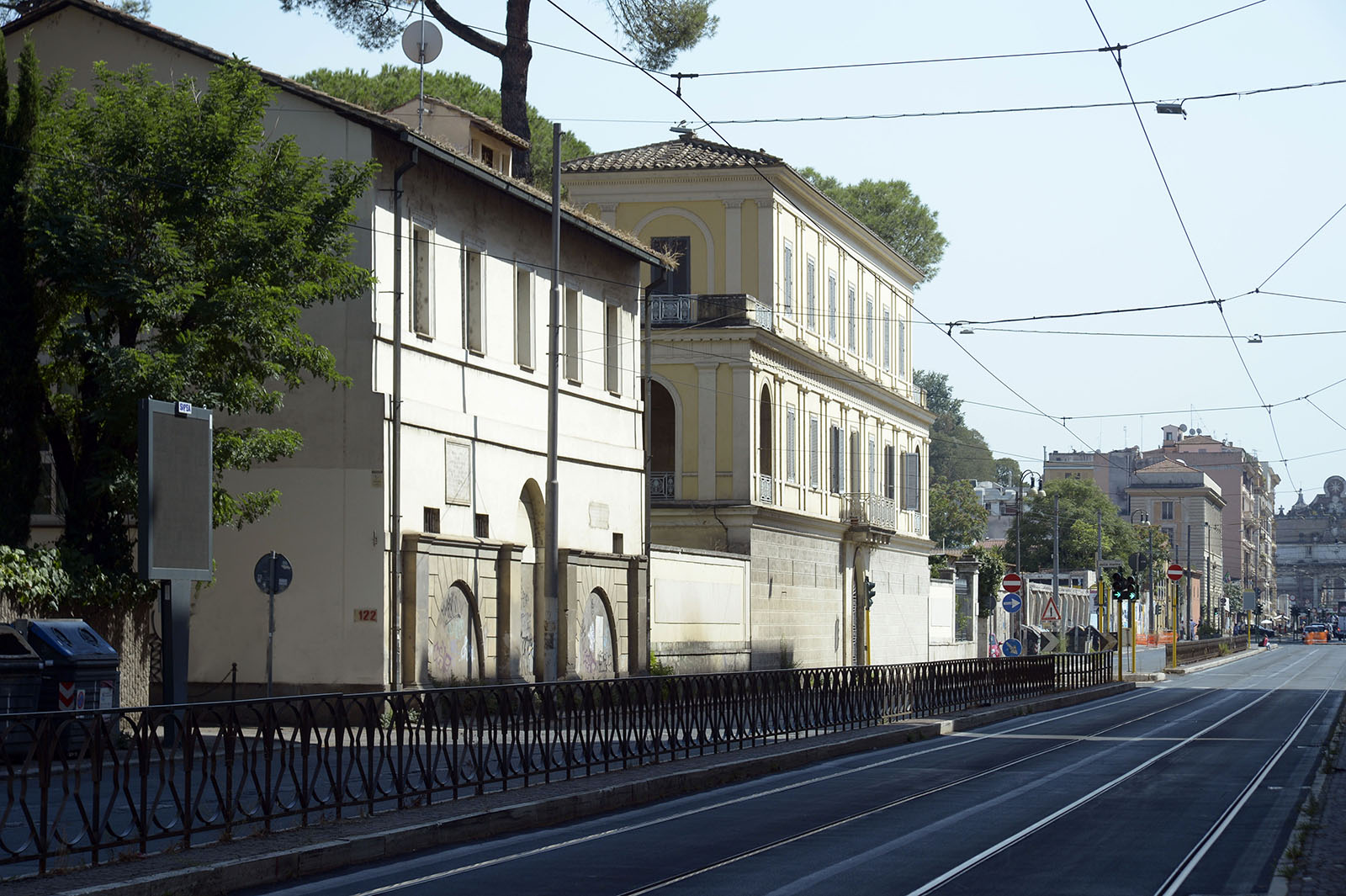
Via Flaminia avanti il Ministero della Marina Militare

Nel XVIII secolo, fu necessario realizzare una variante a monte (l'attuale via Flaminia Vecchia), per via delle frequenti esondazioni del Tevere che rendevano del tutto impraticabile la consolare. Il tratto antico correva lungo il terrapieno racchiuso tra le pendici dell'attuale Collina Fleming da un lato e il viale Tor di Quinto (aperto all'inizio del XX secolo sotto la denominazione di viale del Lazio) dall'altro.
Il piano regolatore del 1931 e i piani particolareggiati di attuazione prevedevano la rettifica e l'allargamento della via Flaminia Vecchia da piazzale di Ponte Milvio fino all'incrocio con l'attuale corso di Francia. Nonostante gli espropri, l'intervento non è mai stato eseguito. La competenza su questo tratto urbano, come anche quello successivo, dall'incrocio con corso Francia ai Due Ponti, è da tempo passata dall'ANAS al Comune di Roma.
È stata realizzata dall'ANAS la grande variante prevista fin dall'anteguerra, costituita dall'attuale via Flaminia Nuova da largo Maffeo Pantaleoni ai Due Ponti dove si ricongiunge con via Flaminia Vecchia, tracciato originariamente a tre corsie (quella centrale riservata ai sorpassi). Il tratto successivo, dall'intersezione tra la Flaminia Vecchia e Nuova fino al cimitero di Prima Porta, ha subìto nel corso degli ultimi cinquant'anni numerosi e complessi interventi di ampliamento e ristrutturazione, tutti eseguiti dall'ANAS. In particolare, nel 1960 è stata aperta a monte una variante da Prima Porta fino all'omonimo cimitero, allo scopo di evitare l'attraversamento della borgata. All'inizio del secolo XXI è stato aperto il viadotto Giubileo del 2000 dall'incrocio con il Grande Raccordo Anulare fino alla borgata di Prima Porta, in variante al tratto a valle, e su prescrizione della Sovrintendenza archeologica è stato trasformato in sottovia il secondo tratto della variante aperta nel 1960, che originariamente era in trincea.
Uscita da Roma, la strada compie alcuni chilometri a poca distanza dal corso del Tevere, per poi allontanarsene risalendo i terrazzi fluviali della Valle del Tevere dietro il Monte Soratte arriva a Civita Castellana raggiungendo e superando di nuovo il Tevere a Ponte Felice, in passato il tracciato della Flaminia proseguiva per Gallese superando il Tevere sul Ponte Minucio. Prosegue fiancheggiando l'autostrada del Sole e il casello di Magliano Sabina, entrando poi in Umbria, dove tocca Narni e Terni, con percorso per la maggior parte tortuoso e con frequenti cambi di pendenza, ma con sede stradale piuttosto ampia.
Attraversata Terni e passato l'allacciamento con la SS 675 (RATO), percorre la valle del fiume Tescino risalendo verso il Valico della Somma posto a 646 m (la strada di origine romana sale al valico e scollina sul versante opposto, mentre l'attuale ne evita parte dell'ascesa tramite una galleria). Oltre il valico si apre la Valle Umbra, che la strada percorre da Spoleto sino a Foligno, quasi completamente con un percorso in variante a carreggiata doppia e quattro corsie più corsie d'emergenza, frequenti piazzole ed aree di sosta, superstrada senza attraversamenti urbani e senza incroci a raso, che affianca il tracciato originario. In prossimità di Foligno, la strada funge da tangenziale est della città e da raccordo tra la strada statale 75 Centrale Umbra e la strada statale 77 della Val di Chienti, facendo parte del nodo di Foligno.
La SS 3 imbocca la valle del fiume Topino in direzione di Nocera Umbra. Il tracciato attuale, che affianca la vecchia strada, è ampio, praticamente pianeggiante e con poche curve di ampio raggio. Confluisce sulla variante della SS 318 all'altezza di Fossato di Vico, in località Osteria del Gatto. La SS 3 prosegue quindi sul vecchio tracciato, con le caratteristiche di strada di montagna, tocca poi Sigillo e Costacciaro, raggiungendo lo spartiacque tra il bacino del Chiascio e quello del Sentino, e quindi tra i due versanti principali della penisola italiana, il tirrenico e l'adriatico. Superata Scheggia, ove confluisce la SS 360 Arceviese, la consolare valica la dorsale appenninica ad una quota di circa 550 metri sopra il livello del mare; la strada raggiunge il Passo della Scheggia e, compiendo numerosi tornanti, scende ripidamente in direzione della valle del Burano entrando, attraverso la Gola delle Fucicchie, nel comune Cantiano in territorio marchigiano.
Anche nelle Marche, la SS 3 è completamente declassata a strada provinciale (SP 3) o consegnata ai comuni. Da Pontericcioli di Cantiano, primo centro attraversato in territorio della provincia di Pesaro e Urbino, diviene una strada a scorrimento veloce, senza attraversamenti urbani e senza incroci a raso, che affianca il tracciato originario, il quale invece attraversa i vari centri della valle del Burano prima, del Candigliano poi (Cantiano, Cagli, Smirra, Acqualagna).
Il nuovo tracciato diviene superstrada a quattro corsie in corrispondenza di Acqualagna, superando con una lunga galleria la Gola del Furlo (mentre l'antica strada percorre tuttora la gola, transitando nella celebre galleria realizzata in epoca romana). Dopo l'intersezione con la strada statale 73 bis di Bocca Trabaria (Strada Europea E78), la SS 3 perde le caratteristiche di superstrada e prosegue attraversando il Metauro a Calmazzo e quindi attraversando Fossombrone e proseguendo, nell'ampio fondovalle, sino a raggiungere la costa adriatica a Fano, dove termina. Però la superstrada 73 bis, dopo l'intersezione, prosegue parallelamente alla Flaminia costituendone una variante.

## Svincoli sui tratti a doppia carreggiata
| SS 3 FLAMINIA (tratto Spoleto - Foligno)             |       |
| Uscita                                               | ↓km↓  |
| Spoleto sud - Monteluco - Pratico                    | 124,4 |
| Spoleto 490 m                                        | 124,9 |
| Spoleto nord                                         | 126,6 |
| area di Servizio (solo direzione Roma)               | 127,1 |
| inizio superstrada                                   | 129   |
| Eggi - San Giacomo - Bazzano - Cortaccione           | 129   |
| Cascia - Norcia                                      | 129,2 |
| Acquasparta - A1 - zona industriale - Spoleto        | 129,4 |
| galleria Fabbreria 160 m                             | 130,7 |
| Campello sul Clitunno                                | 136,4 |
| Campello I° II° 125 m                                | 136,5 |
| Trevi - Montefalco                                   | 142,1 |
| Pietrarossa                                          | 144   |
| Sant'Eraclio - zona industriale di Trevi - aeroporto | 147   |
| Foligno-Sant'Eraclio (solo in direzione Roma)        | 148   |
| Foligno est-SS 77                                    | 151,1 |
| SS 75 Foligno nord - Assisi - Spello - Perugia       | 154,3 |

| SS 3 FLAMINIA (tratto Acqualagna-E78) |                                                                                       |       |
| Tipologia                             | Uscita/Indicazione                                                                    | ↓km↓  |
|                                       | Inizio superstrada                                                                    | 240,8 |
|                                       | Acqualagna-Apecchio-Piobbico-Città di Castello                                        | 241,6 |
|                                       | Acqualagna-Tarugo                                                                     | 243,0 |
|                                       | Furlo-Pelingo                                                                         | 244,9 |
|                                       | Galleria del Furlo (3391 m)                                                           | 245,6 |
|                                       | Furlo-Calmazzo                                                                        | 251,6 |
|                                       | E78-SS 73 bis - Urbino - San Giustino in direzione Fano da considerarsi variante SS 3 | 252,9 |
|                                       | Tratto Calmazzo-Fano a viabilità ordinaria                                            |       |